# Chlorogomphus papilio
Chlorogomphus papilio – gatunek ważki z rodziny Chlorogomphidae.